# Stade de Bingerville
 (avril 2025).
Si vous disposez d'ouvrages ou d'articles de référence ou si vous connaissez des sites web de qualité traitant du thème abordé ici, merci de compléter l'article en donnant les références utiles à sa vérifiabilité et en les liant à la section « Notes et références ».
Le stade de Bingerville  est un stade de football de Côte d'Ivoire qui se situe dans la ville de Bingerville. Il peut accueillir 4 000 personnes.
C'est le stade où joue l'Entente Sportive de Bingerville.